# Griesheim-sur-Souffel
Griesheim-sur-Souffel je občina v departmaju Bas-Rhin francoske regije Alzacija.
Leta 2012 je v občini živelo 1.128 oseb oz. 269 oseb/km².